# Christian Schesaeus
Christian Schesaeus (* um 1536 in Mediaș in Siebenbürgen; † 30. Juni 1585 ebenda) war ein siebenbürgisch-sächsischer Pfarrer der evangelisch-augsburgischen Kirche, Geschichtsschreiber und Dichter. Sein bedeutendstes Werk ist das Versepos „Ruinae pannonicae“.

## Leben
Der Vater, Joachim Schesaeus, war Stuhlsrichter in Mediaş. Seine Ausbildung erhielt Christian Schesaeus an der reformierten Schule von Kronstadt. Seine Lehrer am Kronstädter Gymnasium waren die Reformatoren Johannes Honterus (1498–1549) und Valentin Wagner (1510–1557) sowie der Stadtarzt Paulus Kyr (1519–1588). Im Frühjahr 1566 begann Schesaeus sein Studium an der Universität von Wittenberg.  Anschließend wirkte er als Prediger in Klausenburg, Pfarrer der Landgemeinde von Tobsdorf sowie zuletzt als Stadtpfarrer von Mediaş, wo er 1585 starb. Begraben wurde er in der Margarethenkirche von Mediaș, wo sich heute noch an der Wand des Chorraums sein Grabstein befindet.

## Werke
Am 8. Mai 1580 hielt Schesaeus vor der Synode der evangelisch-augsburgischen Kirche in Birthälm eine Rede „De origine et progressu inchoatae et propagatae coelestis doctrinae in hac miserrima patria nostra. – Vom Ursprung und Wachsen der in diesem unserem ärmlichen Vaterlande aufgebauten und verbreiteten himmlischen Lehre“, die die erste zusammenfassende Darstellung der Reformationsgeschichte Siebenbürgens darstellt. Hierin zeigt er auf „durch welches große Wunder die Lehre des göttlichen Wortes unter so vielen uneinigen Nationen, so vielen Ungeheuerlichkeiten menschlicher Meinungen, unter so vielen Bürgerkriegen und gefahrvollen Wechseln des Regiments in diesem, fast mitten im Rachen der Türken gelegenen Winkel der Welt durch Gottes besondere Gnade begonnen, verbreitet, vertheidigt, erhalten worden.“ Die Arbeit wurde in zahlreichen Handschriften des 16. und 17. Jahrhunderts überliefert, und wurde erstmals 1883 von Georg Daniel Teutsch im Druck veröffentlicht.
Als pastorale Ergänzung hierzu enthält das „Bild vom guten Hirten“ (Imago boni pastoris), gewidmet seinem Freund Nikolaus Selnecker, Pfarrer in Leipzig, eine ideale Beschreibung des neuen evangelischen Pfarramtes und die Fürbitte: „Führ' du uns, rett' uns und schirme gegen den Feind uns, Niemand, wenn nicht du, schlägt ja die Schlachten für uns.“
Schesaeus' bedeutendstes Werk ist das epische Gedicht „Ruinae pannonicae“. Die ersten vier Bücher erschienen mit einem Anhang 1571 in Wittenberg bei Clemens Schleich. Nach dem Vorbild von Vergils Aeneis in epischen Hexametern verfasst, schildert das Werk Ereignisse aus der siebenbürgischen und ungarischen Geschichte zwischen 1540 und 1552. Es beschreibt das Land Siebenbürgen und die Geschichte seiner reformatorischen Bewegung, sowie die Geschichte des letzten Ungarnfeldzugs des osmanischen Sultans Süleyman I., der 1566 bei der Belagerung von Szigetvár gestorben war. Dabei verzichtet Schesaeus zuweilen auf historische Genauigkeit zugunsten der dichterischen Wirkung. Er selbst schrieb, dass die Absicht seines Werkes darin bestehe, Verständnis und Mitleid freier Völker für das vom Osmanischen Reich bedrängte Land zu wecken. Am Schluss des vierten Gesanges schreibt er:
„At tu summe pater, nostri patriaeque misertus
Ardentes odijs animos, bellique tumultus,
Comprime, ciuilis fatiis est iam sanguinis haustum […]
Nos, inter quorum saeuissima bella, manemus,
Ceu manus imposita incudi, cui desuper ingens
Malleus incumbit, pressamque graui obterit ictu.
Regem cum populo ferua, defende, guberna:
Vt faciant, dicantque, tuo non dissona verbo.“
„Doch du, Vater der Macht, des Vaterlandes gedenkend,
Bänd'ge die Herzen voll Haß und feßle die Stürme des Krieges!
Siehe, genug schon trank die Erde vom Blute der Bürger [...]
Mitten im wilden Gewog des grausamen Kampfes noch dauern
Wir, wie die Hand, die dort liegt hingestreckt auf dem Ambos:
Ueber ihr hebt sich des Hammers Last und zerschmetternder Schlag droht —
harrt heute noch zu nicht geringem Theil der Erfüllung.“ (Übs.: G. D. Deutsch, 1890)

## Bedeutung
Schesaeus' Schriften zählen zu den wenigen Zeugnissen aus der Frühzeit der Reformation in Siebenbürgen. Stephan Báthory, der König von Polen-Litauen und Fürst von Siebenbürgen, dem Schesaeus 1584 die sechs letzten ungedruckten Bücher der Ruinae Pannonicae 1584 überschickt hatte, zeichnete ihn mit dem Dichterlorbeer aus.

## Werkausgabe
- Christianus Schesäus, Opera quae supersunt omnia. Edidit Franciscus Csonka. Akademie-Verlag, Budapest 1979.